# WTA-toernooi van Cardiff
Het WTA-toernooi van Cardiff was een tennistoernooi voor vrouwen dat in 1974 overdekt, en in 1996 en 1997 op gravel plaatsvond in de Welshe hoofdstad Cardiff. De officiële naam van het toernooi was laatstelijk Welsh International Open.
De WTA organiseerde het toernooi dat in de categorie "Tier IV" viel.
Er werd door 32 deelneemsters per jaar gestreden om de titel in het enkelspel, en door 16 paren om de dubbelspeltitel. Aan het kwalificatietoernooi voor het enkelspel namen 32 speelsters deel, met vier plaatsen in het hoofdtoernooi te vergeven.
In 1996 was de enkelspelfinale een Belgische aangelegenheid – Dominique Van Roost bleek de betere van Laurence Courtois. In datzelfde jaar bereikte een Belgisch koppel de finale (maar greep niet de titel): Els Callens en Laurence Courtois (die daarmee twee verloren finales tegelijk op haar conto kreeg).

## Officiële namen
| 1974 | Dewar Cup of Cardiff                   |
| 1996 | Rover British Clay Court Championships |
| 1997 | Welsh International Open               |

## Finales

### Enkelspel
| Datum      | Naam                     | Cat.          | ($)           | Ondergrond     | Winnares               | Verliezend finaliste | Uitslag       |
| ---------- | ------------------------ | ------------- | ------------- | -------------- | ---------------------- | -------------------- | ------------- |
| 1974-10-28 | Dewar Cup of Cardiff     | Dewar Cup     |               | tapijt, binnen | Julie Heldman          | Glynis Coles         | 6-4, 6-2      |
| 1975–1995  | geen toernooi            | geen toernooi | geen toernooi | geen toernooi  | geen toernooi          | geen toernooi        | geen toernooi |
| 1996-05-13 | Rover Championships      | Tier IV       | 107.500       | gravel, buiten | Dominique Van Roost    | Laurence Courtois    | 6-4, 6-2      |
| 1997-05-12 | Welsh International Open | Tier IV       | 107.500       | gravel, buiten | Virginia Ruano Pascual | Alexia Dechaume      | 6-1, 3-6, 6-2 |

### Dubbelspel
| Datum      | Naam                     | Cat.          | ($)           | Ondergrond     | Winnaressen                     | Verliezend finalistes         | Uitslag       |
| ---------- | ------------------------ | ------------- | ------------- | -------------- | ------------------------------- | ----------------------------- | ------------- |
| 1974-10-28 | Dewar Cup of Cardiff     | Dewar Cup     |               | tapijt, binnen | Lesley Charles Sue Mappin       | Jackie Fayter Joyce Hume      | 3-6, 6-2, 6-2 |
| 1975–1995  | geen toernooi            | geen toernooi | geen toernooi | geen toernooi  | geen toernooi                   | geen toernooi                 | geen toernooi |
| 1996-05-13 | Rover Championships      | Tier IV       | 107.500       | gravel, buiten | Katrina Adams Mariaan de Swardt | Els Callens Laurence Courtois | 6-0, 6-4      |
| 1997-05-12 | Welsh International Open | Tier IV       | 107.500       | gravel, buiten | Debbie Graham Kerry-Anne Guse   | Julie Pullin Lorna Woodroffe  | 6-3, 6-4      |

## Voorganger
In 1995 vonden de Rover British Clay Court Championships plaats in Bournemouth.